# Diego Polenta
Diego Fabián Polenta Musetti, né le 6 février 1992 à Montevideo,  est un footballeur uruguayen qui joue au poste de latéral gauche.

## Carrière
Il a rejoint le Galaxy de Los Angeles le 7 février 2019.

## Palmarès
- Équipe d'Uruguay des moins de 17 ans
  - Troisième de la CONMEBOL des moins de 17 ans en 2009